# Вулиця Івана Фірцака (Київ)
Ву́лиця Іва́на Фірцака́ — вулиця в Голосіївському районі міста Києва, місцевість Ширма. Пролягає від Гористої до Козацької вулиці.
Прилучається провулок Івана Фірцака.

## Історія
Вулиця виникла в 1-й половині XX століття під назвою 462-га Нова, з 1944 року — Харківська. 1955 року отримала назву вулиця Москвіна, на честь російського радянського актора і театрального режисера Івана Москвіна.
Сучасна назва на честь українського борця, артиста цирку Івана Фірцака — з 23 березня 2023 року.